# Mildred Bright
Mildred Bright (New York, 30 aprile 1892 – Woodland Hills, 27 settembre 1967) è stata un'attrice statunitense attiva negli anni dieci del XX secolo.

## Biografia
Nata a New York, nel 1892, Mildred Bright fece il suo debutto sullo schermo nel 1912 in When an Old Maid Gets Busy, un cortometraggio dell'Eclair American, casa per cui lavorò nei due anni della sua attività di attrice.
Si sposò nel 1913 con Robert Frazer, un collega attore con cui girò alcuni film e che morì di leucemia nel 1944.
Mildred Bright lasciò il cinema nel 1914. Dopo una lunga pausa, tornò a girare un ultimo film nel 1922. Nella sua carriera, interpretò trentaquattro pellicole.
Morì nel 1967 a Los Angeles, a 75 anni.

## Filmografia
- When an Old Maid Gets Busy (1912)
- The Vengeance of the Fakir, regia di Henry J. Vernot - cortometraggio (1912)
- An Accidental Servant (1913)
- The Spectre Bridegroom, regia di Étienne Arnaud (1913)
- The Love Chase, regia di O.A.C. Lund (1913)
- The Crimson Cross (1913)
- For Better or for Worse (1913)
- The Sons of a Soldier, regia di O.A.C. Lund (1913)
- The Witch, regia di O.A.C. Lund (1913)
- The Banker's Daughter (1913)
- Rob Roy, regia di Henry J. Vernot (1913)
- A Puritan Episode (1913)
- One of the Rabble (1913)
- Oh! You Rubber!, regia di Étienne Arnaud (1913)
- Trouble on the Stage, regia di Étienne Arnaud (1913)
- Loaded, regia di Étienne Arnaud (1913)
- Apply to Janitor, regia di Étienne Arnaud (1913)
- Cue and Miss Cue, regia di Étienne Arnaud (1914)
- The Snake Charmer, regia di Étienne Arnaud (1914)
- An Enchanted Voice, regia di Étienne Arnaud (1914)
- Valentine's Day, regia di Étienne Arnaud (1914)
- The Electric Girl di Étienne Arnaud (1914)
- In a Persian Garden (1914)
- The Renunciation, regia di Webster Cullison (1914)
- The Dupe, regia di Webster Cullison (1914)
- Mesquite Pete's Fortune, regia di Webster Cullison (1914)
- For His Father's Life (1914)
- Fate's Finger (1914)
- The Man Who Came Back, regia di Webster Cullison (1914)
- Cupid, a Victor (1914)
- The Quarrel (1914)
- Smallpox on the Circle U, regia di Webster Cullison (1914)
- The Strike at Coaldale, regia di Webster Cullison (1914)
- Partners of the Sunset, regia di Robin H. Townley (1922)